# 也克先拜巴扎镇
也克先拜巴扎镇，是中华人民共和国新疆维吾尔自治区喀什地区岳普湖县下辖的一个乡镇级行政单位。
2015年7月24日，新疆维吾尔自治区人民政府批复同意撤销也克先拜巴扎乡建制，设立也克先拜巴扎镇。

## 行政区划
也克先拜巴扎镇下辖以下地区：
乌苏特村、墩艾日克村、恰克勒克村、喀尕萨奇提村、托合提喀村、塔勒博依村、吐格曼艾日克村、莫尕勒艾日克村、曲如奇村、尕勒艾日克村、其盖里克村、当拉村和开来依马克村。